# Scilly-eilanden

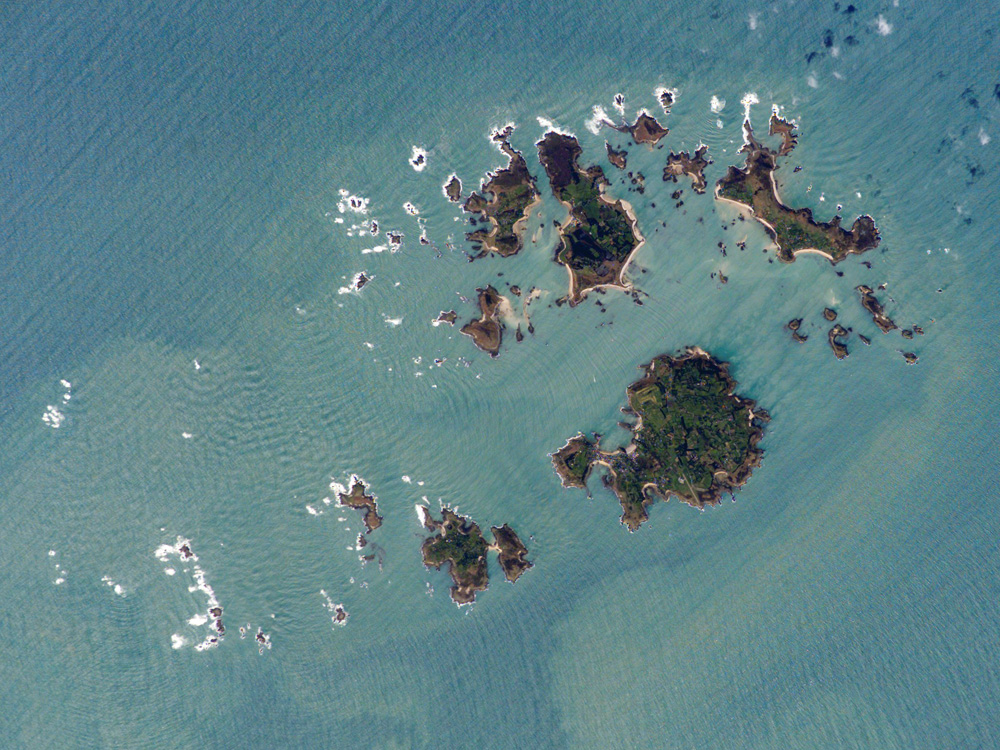
Satellietfoto van de Scilly-eilanden (2007)

De Scilly-eilanden (Engels: Isles of Scilly, Cornisch: Ynysek Syllan, archaïsch: Sorlingen) zijn een groep van vijf bewoonde en ongeveer 140 onbewoonde eilanden en een district in het ceremoniële graafschap Cornwall, op ongeveer 45 km van de plaats Land's End. De 'c' in Scilly wordt niet uitgesproken; de uitspraak is dus hetzelfde als die van het Engelse woord silly (gek). Hierom vinden de bewoners het belangrijk dat men "The Isles of Scilly" zegt, en niet "The Scilly Islands".

## Bestuur
De vijf bewoonde eilanden zijn (van groot naar klein) St. Mary's, Tresco, St. Martin's, Bryher en St. Agnes met Gugh. Gugh is het onbewoonde buureiland van St. Agnes en is bij laagwater te voet bereikbaar. St. Agnes en Gugh  worden als één eiland beschouwd. Bij de volkstelling van 2018 woonden er op de Scilly-eilanden 2242 mensen.
De archipel is het bezit van de Britse Kroon, met uitzondering van Hugh Town op St. Mary's, dat in 1949 aan de inwoners werd verkocht. Bestuurlijk is het een sui generis unitary authority en heeft het een eigen raad (Council of the Isles of Scilly). Op gebied van justitie, politie en voor ceremoniële doeleinden vallen de eilanden onder het graafschap Cornwall. St. Mary's is met 6,29 km² het grootste eiland en daar woont driekwart van de bevolking.
De eilanden vormen binnen Cornwall het district Isles of 
Scilly. Er zijn vijf Civil parishes (eenheden van het laagste besuurlijk niveau in het Verenigd Koninkrijk): Bryher, St. Agnes, St. Martin's, St. Mary's, Tresco.

## Klimaat
De eilanden liggen in de Golfstroom, waardoor het er zelden vriest of sneeuwt, maar het kan er hard waaien.
Ondanks de geringe afmetingen van de archipel zijn er toch grote klimatologische verschillen. Op het beschutte zuiden van Tresco liggen bijvoorbeeld de subtropische Abbey Gardens, terwijl het noorden van het eiland uit heide en kale rotsen bestaat.

## Flora en fauna

### Flora

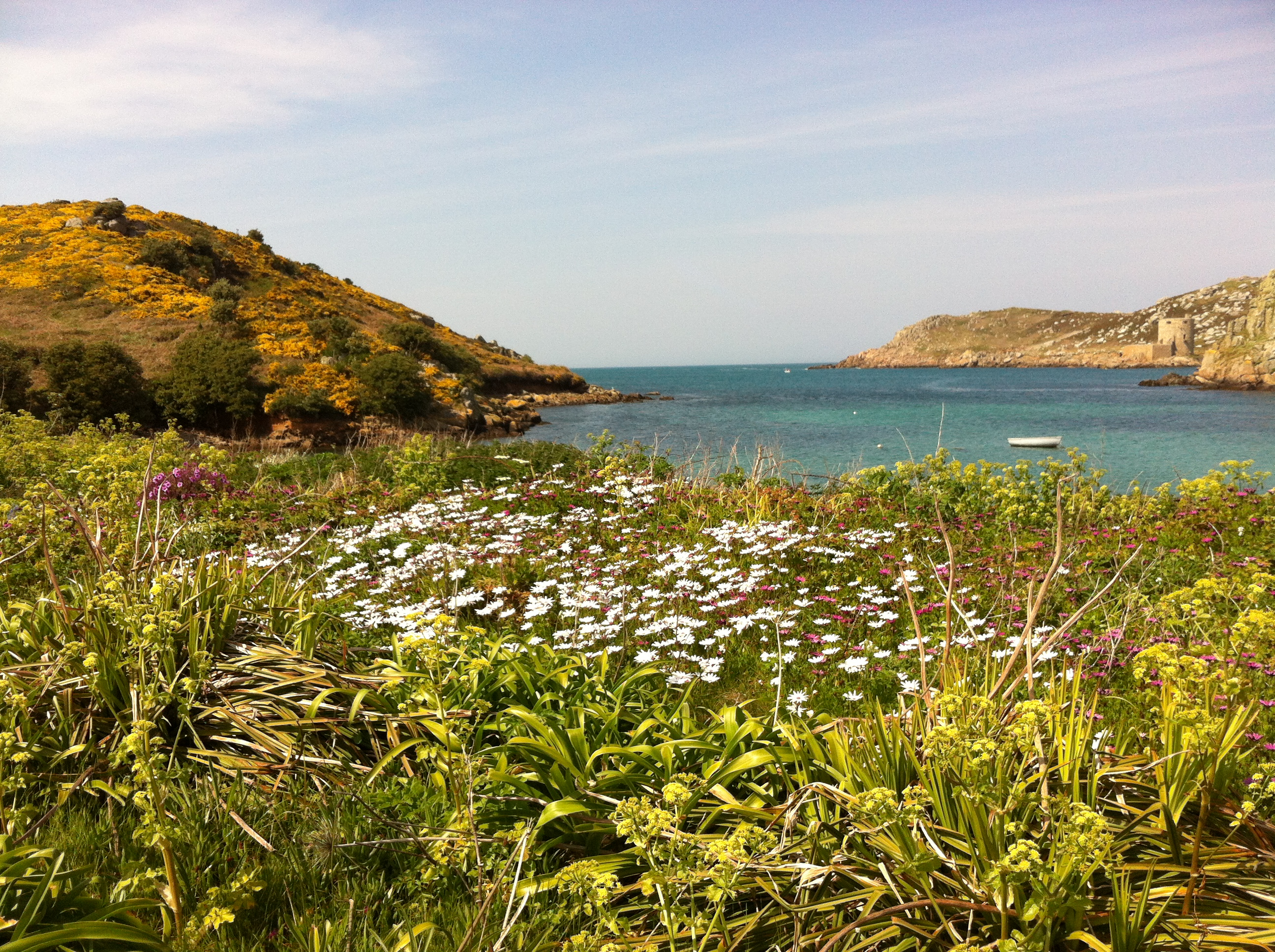
Bloemen in de duinen van Scilly

De Isles of Scilly zijn al eeuwenlang een beroemde locatie voor bloementeelt en in die tijd is de tuinbouwflora een steunpilaar van de Scilly-economie geworden. Door het oceaanklimaat op de Scilly-eilanden hebben de eilanden de unieke mogelijkheid om een groot aantal planten van over de hele wereld te kweken. De meest bekende bloem op de eilanden is misschien wel de geurende narcissen. Er zijn bloemenkwekerijen op de eilanden St. Agnes, St. Mary's, St. Martin's en Bryher. De geurende narcissen worden van oktober tot april gekweekt, de geurende anjer is de op één na meest gekweekte bloem op de eilanden die van mei tot september in volle bloei staat. De zomer op de eilanden biedt de gematigde omstandigheden voor de bloei van nog veel meer plantensoorten. Knikkende klaverzuring groeit vaak in bollenvelden. In het begin van de zomer groeit Digitalis, beter bekend als vingerhoedskruid, tussen heggen en braamstruiken.
Andere veel voorkomende uitlopende planten tijdens het zomerseizoen zijn:
- Dodemansvingers (Oenanthe crocata)
- Gele lis (Iris pseudacorus)
- Grote kattenstaart (Lythrum salicaria)
- Ixia maculata

In verzadigde gebieden kun je dit waarnemen:
- Moerasmuur (Stellaria alsine)
- Teer guichelheil (Lysimachia tenella)
- Triadenum
- Watermunt (Mentha aquatica)

Hagen werden een eeuw geleden geplant als windsingel om de akkers te beschermen en om stormen en zeesproei te overleven. Om hier goed te gedijen, moeten planten stevige wortels hebben en bestand zijn tegen zout en rukwinden.
In de loop der jaren zijn er veel exotische plantensoorten aangeplant, waaronder een aantal bomen. Er zijn echter nog maar weinig inheemse boomsoorten overgebleven op de Scilly-eilanden, waaronder de iep, de vlier, de eenstijlige meidoorn en de grauwe wilg.

### Fauna

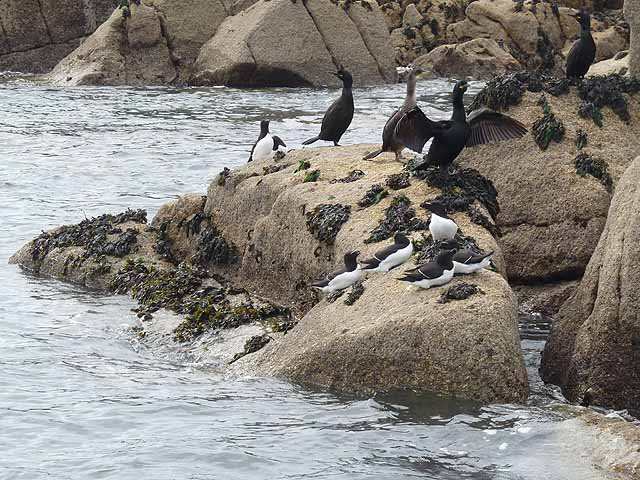
Kuifaalscholvers en alken op een rots voor de kust

De Scilly-eilanden liggen ver in de Atlantische Oceaan, dus veel Noord-Amerikaanse zwervende vogels maken hun eerste Europese landingsplaats in de archipel. Scilly is verantwoordelijk voor veel primeurs voor Groot-Brittannië en is bijzonder goed in het voortbrengen van Amerikaanse dwaalgasten. Als er een extreem zeldzame vogel opduikt, zal het aantal vogelaars op het eiland aanzienlijk toenemen. De eilanden staan onder vogelaars bekend om de grote verscheidenheid aan zeldzame en trekvogels die de eilanden bezoeken. De piektijd van het jaar voor waarnemingen is meestal in de herfst.

#### Important Bird Area
Het gebied is aangewezen als Important Bird Area door BirdLife International vanwege het belang voor significante populaties van grote mantelmeeuw, kleine mantelmeeuw, kuifaalscholver, steenloper, stormvogeltje en visdief.

## Economie
De archipel is al sinds de steentijd bewoond. Vroeger bestond de economie uit zelfvoorzienende landbouw en visserij, nu vormen toeristen de belangrijkste bron van inkomsten, die vooral afkomen op de stranden, maar er komen ook veel vogelaars, aangezien de eilanden door hun ligging de eerst mogelijke landingsplaats vormen voor trekvogels die de Atlantische Oceaan oversteken.
Het klimaat is gunstig voor de teelt van (snij)bloemen (vooral narcissen) die het belangrijkste exportproduct vormen.

## Transport
De Scilly-eilanden waren tot november 2012 bereikbaar per boot of per helikopter via Penzance. Deze helikopterdienst, begonnen in 1964, was de oudste regelmatige heli-dienst ter wereld. Er zijn nu nog vluchten vanuit Exeter, Newquay en vanuit een luchthaven in de buurt van Land's End. Met uitzondering van helikoptervluchten naar Tresco, kwam men daarbij steeds aan op St. Mary's. Sinds 2013 is Isles Of Scilly Travel de enige aanbieder van transport van en naar de archipel. In opdracht van deze onderneming werden in 2018 de helikoptervluchten tussen St. Mary's en Land's End hervat met nieuwe toestellen van Specialist Aviation Services, een bedrijf uit Gloucester. De veerboot Scillonian III vaart van maart tot november vanuit Penzance naar St. Mary's.

## Varia
Vredesverdrag.
Op 17 april 1986 werd een vredesverdrag getekend, waarmee een einde kwam aan de Driehonderdvijfendertigjarige Oorlog van de Scilly-eilanden met de Republiek der Zeven Verenigde Nederlanden, die sinds 1651 duurde en waarin geen enkel schot was gelost.